# N'Quatqua

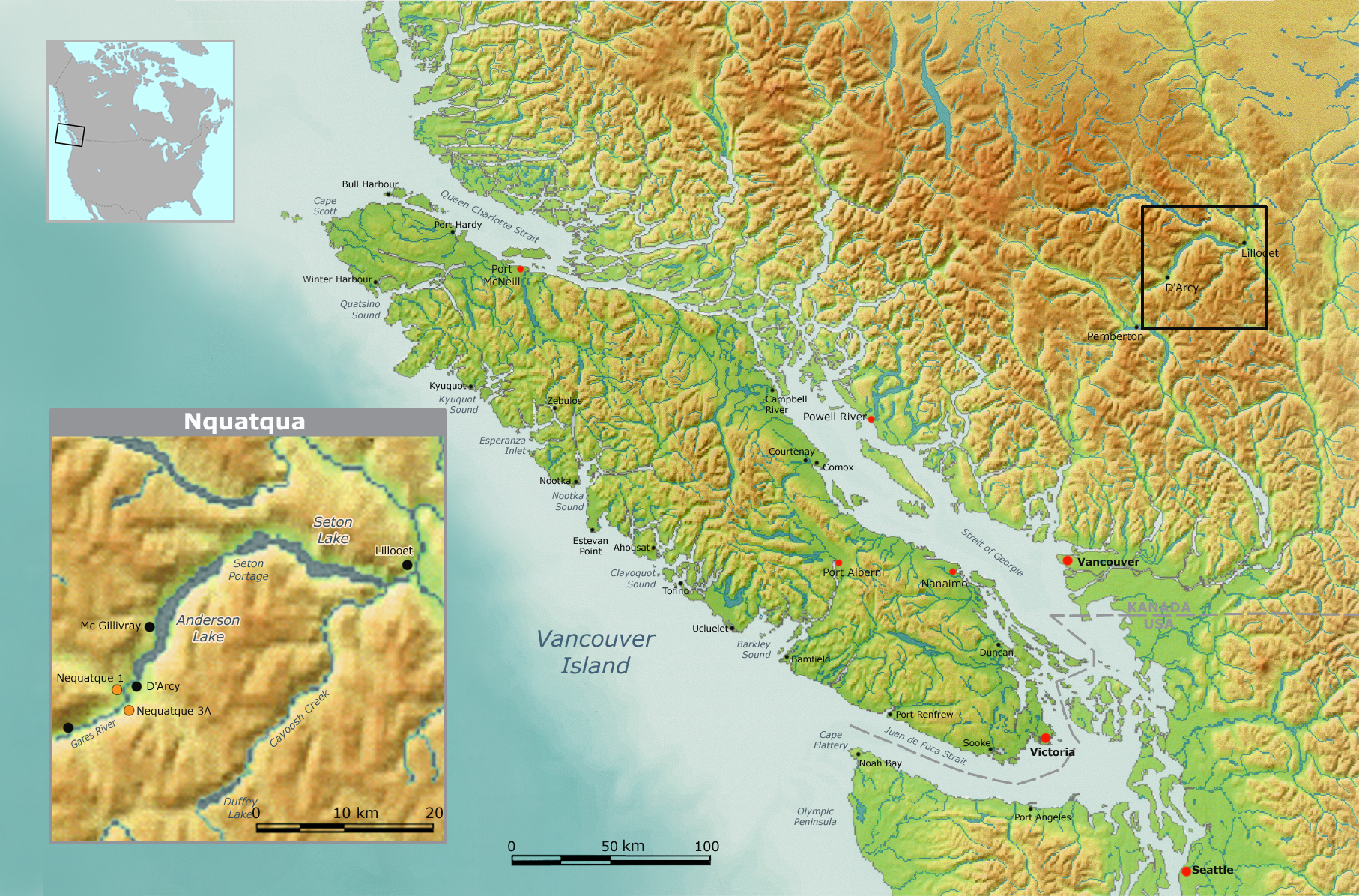
Heutige Reservate (orange) der N'quatqua First Nation in British Columbia

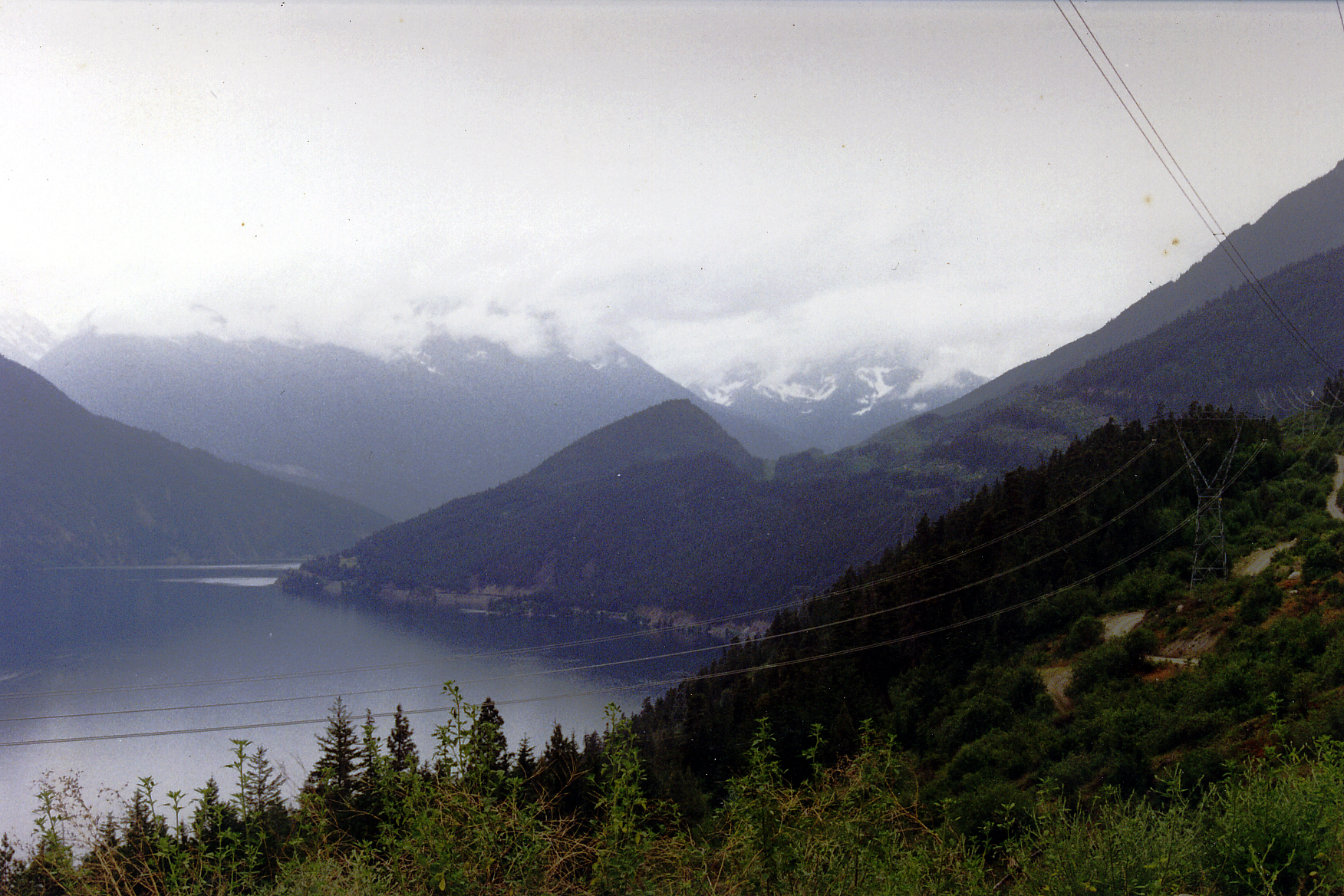
Der Anderson Lake

Die N'Quatqua First Nation oder N'quatqua Nation, auch Anderson Lake Indian Band oder Anderson Lake First Nation genannt, ist eine der über 600 First Nations in Kanada. Sie gehört zu den St'at'imc im südlichen British Columbia nahe D’Arcy.

## Zahl der als Statusindianer anerkannten N'Quatqua
1996 gehörten nur 155 Menschen zum Stamm, 2001 bereits 170, im November 2009 rechnete das Department of Indian Affairs and Northern Development, das für Indianerangelegenheiten in Kanada zuständig war, 304 Menschen zu den N'Quatqua. Davon lebten 164 im Reservat, 41 in anderen Reservaten, 99 außerhalb der Reservate. Im September 2018 zählte die Institution 367 N'Quatqua, davon 165 im Reservat, 159 außerhalb von Reservaten.

## Stammesräte (tribal councils)
Im Gegensatz zu den übrigen Gruppen der St'at'imc gehören die N'Quatqua, ebenso wie die In-SHUCK-ch, nicht dem Lillooet Tribal Council an, der regional größten Stammesvertretung. Sie gehören stattdessen dem Lower Stl'atl'imx Tribal Council an.

## Geschichte
Die beiden Seen der Region, der Seton und der Anderson Lake gehen auf einen größeren See zurück, der durch einen Erdrutsch geteilt wurde. Dieser war Teil des Zusammenbruchs der bis zu 2.900 m hohen Cayoosh Range vor mindestens 8000 Jahren. Sollten zu dieser Zeit Menschen hier gelebt haben, so blieben von ihnen keinerlei Spuren, da der gewaltige Tsunami die Landschaft völlig veränderte.
Häuptling Hunter Jack (möglicherweise Tash Poli) beendete, folgt man der mündlichen Überlieferung der Lilwat, einen langen Krieg mit den Chilcotin, wozu er ihre Sprache erlernte. Zudem kontrollierte er die Durchgangswege zu den westlich gelegenen Goldgebieten am Fraser River. Er unterhielt gute Beziehungen zur Hudson’s Bay Company. Ihm folgte sein Sohn Thomas Jack als hyas tyee (eine Art Oberhäuptling).
Bevor das Reservat 1858 eingerichtet wurde, galten  N'Quatqua und Tsalalh als von den Lillooet separate Gruppe, die als Lake Lillooet oder Lexalexamux bezeichnet wurde, und zu denen als weitere Gruppe die Skimka'imx kamen, die nahe Lillooet lebten. Im Zuge des Fraser-Canyon-Goldrauschs wurde Port Anderson gegründet, um über die Lakes Route die Verbindung zu den Goldlagern am Fraser River zu verbessern. Nach dem Leiter dieses Ausbaus, Alexander Caulfield Anderson, wurde der See umbenannt. Tausende von Goldsuchern strömten in die Provinz, was die indianischen Gruppen am oberen Fraser zu spüren bekamen, denn die Lachse, von denen ihr Leben abhing, erreichten vielfach nicht mehr den oberen Flusslauf. Zudem wurden die Jagd- und Fischrechte stark eingeschränkt, die Indianer auf ihre Reservate beschränkt und das übrige Land verkauft oder an Eisenbahngesellschaften vergeben.
Am 10. Mai 1911 zeichnete der Anthropologe James Teit die Declaration of the Lillooet Tribe auf, mit der sich der Stamm gegen die Enteignung seiner Gebiete wehrte. Die Lillooet sind nicht Teil des Verhandlungsprozesses, mit dem die Provinz British Columbia versucht, mit den rund 200 Stämmen zu vertraglichen Vereinbarungen zu kommen. Die N'Quatqua hingegen lösten sich von diesem Stammesrat, um weitere Verhandlungen zuzulassen.
1999 ging das Landmanagement vertraglich vom Department of Indian Affairs and Northern Development auf 14 Stämme über, unter ihnen die N'Quatqua.
Vom 24. April bis 24. Juni 2006 blockierten N'quatqua eine Straße bei D’Arcy, um LKWs aufzuhalten. Dabei handelte es sich um Holzfäller, die 85 ha Urwald (old growth) abholzen wollten. Zugleich verklagte der Stamm die beiden Hauptverursacher der Waldzerstörungen in ihrem Gebiet, die Unternehmen CRB Logging und Ainsworth Lumber.
Die N'Quatqua unterhalten den Red Barn campground, einen ausgedehnten Campingplatz am 22 km langen Anderson Lake.

## Reservate
Von den Reservaten, die das Department of Indian Affairs and Northern Development auflistete ist Anderson Lake 5 mit 594,6 ha das mit Abstand größte. Mit 177 ha folgt Nequatque 1, das praktisch dem Dorf N'Quatqua an der Mündung des Gates River in den Anderson Lake entspricht. Hinzu kommen vier weitere Reservate (Nequatque 2, 3, 3a und 4), die 7,1 ha, 8,1 ha, 9,5 und 8 ha umfassen. Sie liegen am Ostufer des Gates River 3 km vom Anderson Lake entfernt bei Devine (2), am Westufer des Flusses rund 3 bzw. 4 km vom Anderson Lake entfernt am gleichen Ort (3 und 3a) bzw. am Ostufer des Flusses, 10 km vom See entfernt.